# Formosia excelsa
Formosia excelsa là một loài ruồi trong họ Tachinidae.